# FIBA Europapokal der Landesmeister 1983/84
Die Saison 1983/84 war die 27. Spielzeit des FIBA Europapokal der Landesmeister, der von der FIBA Europa veranstaltet wurde.
Den Titel gewann zum ersten Mal Banco di Roma aus Italien.

## Modus
Es nahmen die 24 Meister der nationalen Ligen sowie der Titelverteidiger teil. Die Sieger der Spielpaarungen der Qualifikationsrunde sowie ersten und zweiten Runde wurden in Hin- und Rückspiel ermittelt. Entscheidend war das gesamte Korbverhältnis beider Spiele.
Die Sieger der zweiten Runde erreichten die Gruppenphase, in der die sechs verbliebenen Mannschaften um den Einzug ins Finale kämpften. Das Finale wurde in einem Spiel an einem neutralen Ort ausgetragen.

## Qualifikationsrunde
- Hinspiel: 15. September 1983
- Rückspiel: 22. September 1983

|              | Gesamt  |                   | Hinspiel | Rückspiel |
| ------------ | ------- | ----------------- | -------- | --------- |
| AEL Limassol | 105:203 | Aris Thessaloniki | 49:106   | 56:97     |

## 1. Runde
- Hinspiele: 29. September 1983
- Rückspiele: 6. Oktober 1983

|                    | Gesamt  |                         | Hinspiel | Rückspiel |
| ------------------ | ------- | ----------------------- | -------- | --------- |
| Torpan Pojat       | 167:189 | Murray Edinburgh        | 82:89    | 85:100    |
| Efes Pilsen        | 183:211 | FC Barcelona            | 96:111   | 87:100    |
| Partizani Tirana   | 180:163 | Inter Slovnaft          | 89:80    | 91:83     |
| T71 Dudelange      | 84:157  | Banco di Roma           | 40:72    | 44:85     |
| ZSKA Sofia         | 150:151 | Sunair Ostende          | 74:62    | 76:89     |
| Nyon Basket        | 154:204 | Jollycolombani Cantù    | 82:89    | 72:115    |
| BK Klosterneuburg  | 151:168 | KK Bosna Sarajevo       | 76:77    | 75:91     |
| Alviks BK          | 155:158 | Austin Rover Sunderland | 80:77    | 75:81     |
| Århus BK           | 147:278 | Maccabi Tel Aviv        | 85:145   | 62:133    |
| ASC 1846 Göttingen | 150:168 | Aris Thessaloniki       | 77:91    | 73:77     |
| CS Dinamo Bukarest | 148:176 | Limoges CSP             | 83:97    | 65:79     |
| Honvéd Budapest    | 150:195 | Nashua Den Bosch        | 82:101   | 68:94     |

## 2. Runde
- Hinspiele: 27. Oktober 1983
- Rückspiele: 3. November 1983

|                         | Gesamt  |                      | Hinspiel | Rückspiel |
| ----------------------- | ------- | -------------------- | -------- | --------- |
| Murray Edinburgh        | 178:185 | FC Barcelona         | 93:94    | 85:91     |
| Partizani Tirana        | 124:171 | Banco di Roma        | 69:78    | 55:93     |
| Sunair Ostende          | 147:152 | Jollycolombani Cantù | 88:77    | 59:76     |
| Austin Rover Sunderland | 171:177 | KK Bosna Sarajevo    | 89:93    | 82:84     |
| Aris Thessaloniki       | 138:143 | Maccabi Tel Aviv     | 62:68    | 76:75     |
| Nashua Den Bosch        | 149:167 | Limoges CSP          | 70:69    | 79:98     |

## Gruppenphase
Bei Punktgleichheit zweier oder dreier Teams entschied nicht das Korbverhältnis, sondern der direkte Vergleich untereinander.
| - 1. Spieltag: 8. Dezember 1983 - 2. Spieltag: 15. Dezember 1983 - 3. Spieltag: 12. Januar 1984 - 4. Spieltag: 19. Januar 1984 - 5. Spieltag: 26. Januar 1984 | - 6. Spieltag: 2. Februar 1984 - 7. Spieltag: 16. Februar 1984 - 8. Spieltag: 23. Februar 1984 - 9. Spieltag: 1. März 1984 - 10. Spieltag: 8. März 1984 |

### Gruppe Top 6
| Team                    | Sp | S | N | P+  | P-  |
| ----------------------- | -- | - | - | --- | --- |
| 1. FC Barcelona         | 10 | 7 | 3 | 910 | 825 |
| 2. Banco di Roma        | 10 | 7 | 3 | 785 | 752 |
| 3. Jollycolombani Cantù | 10 | 6 | 4 | 865 | 826 |
| 4. KK Bosna Sarajevo    | 10 | 5 | 5 | 843 | 928 |
| 5. Maccabi Tel Aviv     | 10 | 3 | 7 | 872 | 902 |
| 6. Limoges CSP          | 10 | 2 | 8 | 937 | 979 |

## Finale
Das Endspiel fand am 29. März 1984 in Genf statt.
|              | Ergebnis |               |
| ------------ | -------- | ------------- |
| FC Barcelona | 73:79    | Banco di Roma |

- Final-Topscorer:  Juan Antonio San Epifanio (FC Barcelona): 31 Punkte